# Kreuttal
Kreuttal je rakouská obec v okrese Mistelbach v Dolních Rakousích. Žije zde přibližně 1 400 obyvatel.

## Geografie
Kreuttal leží severně od Vídně ve Weinviertelu (vinné čtvrti) v Dolních Rakousích. Obec je pojmenována podle stejnojmenného údolí potoka Rußbach, severního přítoku Dunaje prořezávající výběžky horských pastvin. Plocha obce je 21,48 kilometrů čtverečních a 37,77 % plochy je zalesněno.

### Členění obce
Území obce sestává z pěti katastrálních území:
- Hautzendorf
- Hornsburg
- Kreuttal
- Ritzendorf
- Unterolberndorf

## Historie

### Vývoj počtu obyvatel
V roce 1971 měla obec 1084 obyvatel, 1981 1069, 1991 1317, 2001 1308 a k 1. dubnu 2009 žije v obci 1410 obyvatel.

## Politika
Starostou obce je Markus Koller.
Po obecních volbách konaných v roce 2005 je 19 mandátů rozděleno takto: (ÖVP) 11, (SPÖ) 7 a (Zelení) 1.

## Hospodářství a infrastruktura
Nezemědělských pracovišť bylo v roce 2001 41, zemědělských a lesnických pracovišť bylo v roce 1999 37. Počet obyvatel činných v místě bydliště byl v roce 2001 569, tj. 44.95 %.